# Финнерти, Петр
Петр Финнерти (англ. Peter Finnerty, 1766—1822) — ирландский публицист, печатник, издатель и журналист в Дублине и Лондоне, связанный с радикальными, реформаторскими и демократическими идеями.
В 1797 г. издавал в Ирландии националистскую газету The Press. Из-за одной резкой статьи был приговорён к заключению в тюрьму (во время восстания 1798 года) и к выставлению у позорного столба. Ирландские лидеры сопровождали его на площадь, где толпа устроила ему горячую овацию.
В 1809 г. он сопровождал в качестве корреспондента газеты Morning Chronicle экспедицию в Вальхерен. Лорд Каслри, которому не понравились статьи Финнерти, отослал его в Англию. Финнерти написал против министра памфлет, за что был приговорён судом к заключению в тюрьму на 18 месяцев. По публичной подписке в пользу Финнерти было собрано 2000 фунтов стерлингов.
Финнерти вернулся в Morning Chronicle, но, поскольку он всё чаще напивался, в последние годы перед смертью в 1822 году он исчез из поля зрения общественности.